# Andoma
Andoma (rusky Андома) je řeka ve Vologdské oblasti v Rusku. Je 156 km dlouhá. Povodí má rozlohu 2570 km².

## Průběh toku
Odtéká z Groptozera v Andomské vysočině a teče mezi morénovými kopci a jezery. Ve zúžených místech toku se nacházejí peřeje. Je to přítok Oněžského jezera.

## Vodní stav
Zdroj vody je smíšený s převahou sněhového. Zamrzá v listopadu a rozmrzá na konci dubna.

## Využití
Řeka je splavná a na dolním toku je možná vodní doprava.